# La mansión ensangrentada
La mansión ensangrentada (en inglés original The Dorm That Dripped Blood) es una película de terror estadounidense de 1982 dirigida por Stephen Carpenter y Jeffrey Obrow, y escrita por Carpenter y Stacey Giachino.

## Argumento
La película comienza con un joven huyendo de alguien cuyo rostro no es mostrado. Escondido en los arbustos, parece haber escapado hasta que es agarrado por detrás y asesinado. Joanne (Laurie Lapinski) y su novio Tim (Robert Frederick) asisten a una fiesta universitaria, con Joanne hablando de cómo es el edificio (Morgan Meadows Hall) va a ser renovado antes de ser demolido. Ella junto con sus amigos Bryan (David Snow), Patty (Pamela Holanda), Craig (Stephen Sachs) y Debbie (Daphne Zuniga), se están quedando durante las vacaciones de Navidad para renovar el edificio.

## Reparto
- Laurie Lapinski como Joanne Murray.
- Stephen Sachs como Craig.
- David Snow como Brian.
- Pamela Holland como Patty.
- Dennis Ely como Bobby Lee Tremble.
- Woody Roll como John Hemmit.
- Daphne Zuniga como Debbie.
- Jake Jones como Bill Edgar.
- Robert Fredrickson como Tim (como Robert Frederick).
- Chris Morrill como Jack.
- Chandre como Alice.
- Billy Criswell como Rick.
- Richard Cowgill como padre de Debbie.
- Kay Beth as madre de Debbie.
- Jimmy Betz como Oficial Lewis
- Thomas Christian como Oficial Dean.
- Robert Richardson como Policía.
- Chris Schroeder como Policía.
- Leesa Gallentine como Nancy (no acreditada).